# 孢子体

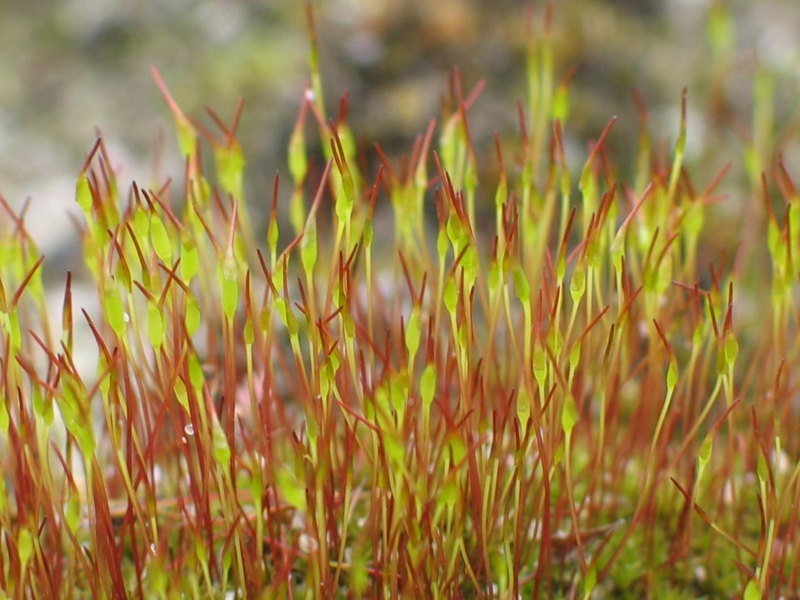
泛生墙藓的幼年孢子体。

孢子体（sporophyte，/spɔːroʊˌfaɪt/）是陆生植物与多细胞藻类世代交替过程中的多细胞二倍体阶段。起始于两个单倍体的配子融合（受精）形成单细胞的二倍体的合子。合子再经过有丝分裂後形成多细胞的孢子体。
孢子体會通过减数分裂产生单倍体的孢子。孢子再有丝分裂形成单倍体的配子体。成熟的配子体再产生配子。形成世代交替的一个循环。
蕨类与种子植物的孢子体远远比配子体更为显著与功能完善，其孢子体有根、茎、叶的分化。开花植物的配子体（花粉与胚囊）甚至极端精简到只由几个细胞組成。   

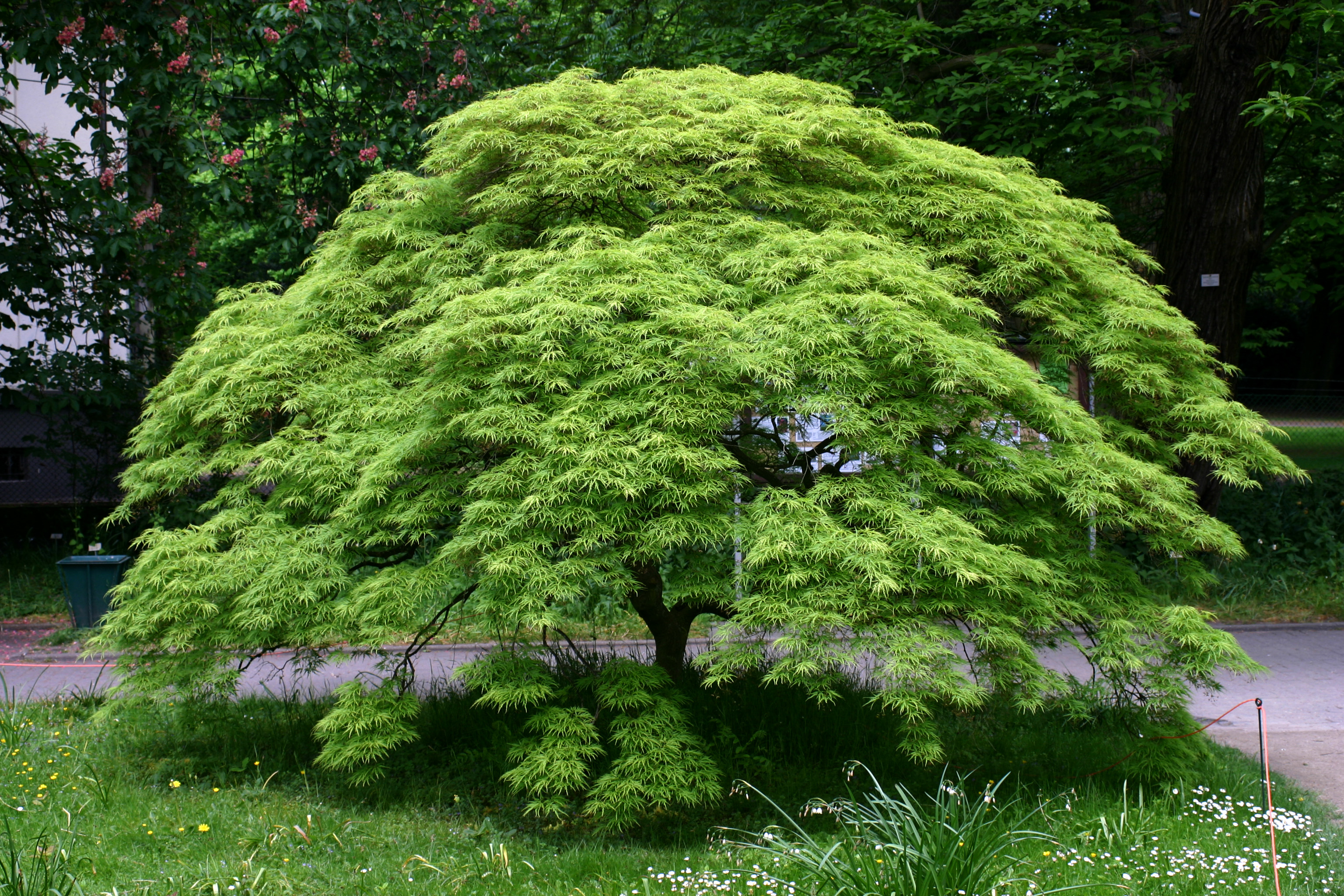
开花植物的二倍体的孢子体阶段，是极为显著可观察的。

和蕨類及種子植物相反，苔藓（苔藓植物门, 地钱纲与角苔纲）的配子体則比孢子体更为显著与功能完善。其成熟的孢子体依赖于配子体提供营养。
陆生植物的生命循环都具有胚胎营养特性，因此被通称为有胚植物。

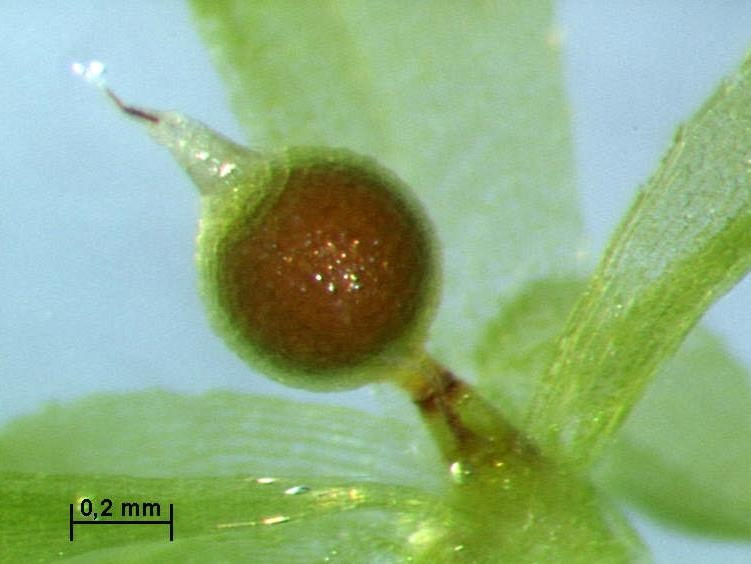
小立碗藓的闭蒴型的孢子体。

大部分的藻类和苔蘚一樣具有显著的配子体世代。但有些藻类的配子体与孢子体是同态的。至於所有的石松、木贼、蕨类、裸子植物和开花植物則都具有独立的孢子体世代。早期的陆生植物产生相同的孢子；但裸子植物的祖先开始产生大小不同的异型孢子，对应雌雄配子体。
泥盆纪的几个植物群独立地进化出异型孢子，及随后的内生孢子（endospory），因而配子体开始小型化生长于孢子壁内。外生孢子（exosporous）植物，如蕨类，孢子出芽生长并突破孢子壁释放到外界。内生孢子植物的大配子体，如种子蕨门（一种已灭绝的古裸子植物）在母本孢子体的孢子囊中产生微型化的多细胞雌性配子体的性器官颈卵器。卵母细胞产生的卵细胞在颈卵器中受精。雄性配子体即花粉粒产生具有双鞭毛可游泳的精子。合子（受精卵）仍然在子房内发育下一代的孢子体。